# Acraea transienda
Acraea transienda är en fjärilsart som beskrevs av Embrik Strand 1911. Acraea transienda ingår i släktet Acraea och familjen praktfjärilar. Inga underarter finns listade i Catalogue of Life.